# Albrecht Dürer
Albrecht Dürer, nemški slikar, grafik, matematik in teoretik, * 21. maj 1471, Nürnberg, Sveto rimsko cesarstvo (danes Nemčija), † 6. april 1528, Nürnberg. 
Je pomemben umetnik obdobja renesanse, humanizma in reformacije. Bil je tudi eden prvih renesančnih umetnikov, ki je razvil svoj slog v tehniki lesoreza, bakroreza in gravur.

## Ime
Ime Dürer izvira iz madžarske besede Ajtósi. Albrecht Dürer starejši, doma iz vasi Ajtós v bližini mesta Gyula na Madžarskem, je bil znan kot Ajtósi Dürer Albrecht. V Nemčiji si je najprej nadel ime Thürer (Vratnik tj. izdelovalec vrat), kar je prevod madžarske ajtós (ajtó, 'vrata').
Albrecht Dürer je od očeta prevzeto pisanje priimka Thürer prilagodil na frankovsko narečje Nürnberga, ki mehki T na začetku imena izgovarja trdo kot D; novo ime Dürer je bilo pogoj za njegov monogram, to je veliki A nad črko D.
Dürer je bil prvi umetnik, ki je svoje grafike načrtno označeval z monogramom. Ta navedba avtorja je kmalu postala potrdilo pristnosti, ki so ga kmalu začeli posnemati tudi drugi. Tako je Dürer od svojega zavetnika cesarja Maksimilijana dobil odlok, ki je njegove lesoreze in bakroreze zaščitil pred posnemovalci.

## Življenje in delo

### Do neodvisnosti 1497
Oče Albrecht Dürer, tudi Albrecht po imenu, se je 1455 preselil iz Madžarske v Nürnberg in uspel kot zlatar. Leta 1467 je poročil Barbaro Holper (* 1452; † 16. maj 1514), hči Hieronymusa Holperja. V 25 letih zakona je rodila 18 otrok, od teh so preživeli le trije. Kot tretji otrok iz te zakonske zveze se je 21. maja 1471 rodil Albrecht: "jaz, Albrecht Dürer, sem se rodil na Prudencijev dan, bil je petek, in štelo se je leto 1471, v svobodnem cesarskem mestu Nürnbergu." Od leta 1475 dalje so Dürerji živeli v hiši pod gradom (Burgstr. 27: hiša na vogalu Gasse unter der Vesten / danes: Obere Schmiedgasse). Albrecht Dürer Jun., je svojo mater opisal kot marljivo obiskovalko cerkve, ki je svoje otroke "pridno" in pogosto kaznovala. Oslabljena zaradi mnogih nosečnosti pa je bila pogosto bolna.
V zgodnji mladosti ga je oče jemal s seboj v svojo delavnico, da ga sproti izuči za zlatarsko obrt. Iz teh učnih let izvira doprsni portret, ki ga je 1484 s pomočjo ogledala naslikal na pergament (zdaj v Albertini na Dunaju), in Mati božja z angeloma iz 1485 (Kabinet bakrorezov, Berlin).
Od konca leta 1486 do 1490 se je učil in delal pri Nürnberškem slikarju Michaelu Wolgemutu; obstajajo dokazi, da je Dürer bil vpleten v dela okoli leta 1493 izdane svetovne kronike Hartmanna Schedela. Poleg tega se je Dürer učil s pomočjo sodobnih bakrorezov, kot so bili izdelki Martina Schongauerja.
Od velike noči 1490 do binkošti leta 1494 je Dürer potoval po zgornjem Porenju; natančen potek prvega od njegovih treh večjih potovanj tekom njegovega življenja ni znan. Morda je bil najprej na Nizozemskem, kasneje v srednjem Porenju, preden je leta 1492 končal v Alzaciji. Slikarja Martina Schongauerja, katerih dela so nanj zelo vplivala, v Colmarju ni več uspel srečati, ker je že 2. februarja 1491 umrl. Kasneje je Dürer deloval v Baslu. Tu so nastali slavni lesorezi na temo Ladje norcev Sebastiana Branta (prvi natis 1494).
Leta 1494 je poročil Agnes Frey (1475–1539), hči očetovega prijatelja iz stare, spoštovane družine v Nürnbergu, ki pa je v zakon prinesla samo 200 cekinov dote. Zakon je ostal brez otrok.
V času do leta 1500 je ustvaril vrsto malih krajinskih akvarelov z motivi iz Nürnberga in s postaj na prvem potovanju v Italijo, kamor se je odpravil oktobra 1494, že tri mesece po svatbi. To potovanje mu je okrepilo zanimanje za umetnost Quattrocenta. Maja leta 1495 se je vrnil v Nürnberg.
Pogosto se špekulira, da ga je pot v Italijo v letih 1494/95 vodila v Benetke, dejstva pa govorijo proti temu: Dürer sam v svoji družinski kroniki v letu 1494/95 ne omenja potovanja v Benetke. Italijanske poteze v njegovih delih po 1497 razlagajo nekateri kot neposreden vpliv Padovanskega slikarja Andrea Mantegna, ki ga leta 1494/95 sicer v Padovi ni bilo, vendar pa si je Dürer lahko njegova dela ogledal. Dokazano je Dürer bil v Innsbrucku, Trentu in v Arcu ob jezeru Garda; o krajih južno od Arca, torej tudi ne o Benetkah, v Dürerjevih akvarelih ni sledu. Njegova pot poleg tega tudi ne podpira teorije o Benetkah: ko bi bil namenjen v Benetke, bi za Dürerja bilo bolj smiselno ubrati "Via Norimbergi" prek Cortine in Trevisa, po kateri so Nürnbeški trgovci običajno hodili v Benetke. Slike iz njegovega kasnejšega obdobja po letu 1505 kažejo bistveno močnejši vpliv Benetk.
Dürer se je leta 1497 osamosvojil in od 1503 je imel delavnico v starem delu Nürnberga; v njej zaposleni so bili Hans Schäufelein, Hans von Kulmbach , in Hans Baldung Grien. Svojim delom je posvečal veliko časa. V tem prvem umetniškem obdobju so nastali predvsem portreti in nekaj avtoportretov: med drugimi portret njegovega očeta (1497) (Narodna galerija v Londonu), avtoportret (1498) v Pradu v Madridu, slika poslovneža Oswalda Krella iz Lindaua (Bavarska državna zbirka slik, München), kristomorfni Avtoportret (1500), tudi v Münchnu, portret Friderika Modrega (1494/97) v Berlinu (Državni muzeji, pruska kulturna lastnina). Iz leta 1500 izvira tudi mali Kristus na križu v Dresdenski galeriji, sličica neverjetne finese pri izvedbi, in istega časa tudi "Dresdenski oltar" v Dresdnu ("Marija sedem žalosti" in Marija, ki časti otroka - osrednja slika v Münchnu), 
Osredotočal se je predvsem na bakrorez in na skice kot predloge za lesorez. Posebej z bakrorezom se je skusil že zelo zgodaj; prvi datiran list je iz leta 1497, ki pa je gotovo imel raznorazne prednike. Iz tega časa izvirajo tudi: razodetje sv. Janeza (1498), serija 16 lesorezov, bakroreza Adam in Eva (1504) in bakrorez Izgubljeni sin s prašiči (1496)
Dürerjevo povezanost s humanizmom je čutiti med drugim v ilustracijah za Quatuor libri Amorum (1502) Conrad Celtisa, ki je že pred tem Dürerja slavil kot drugega Apela.

### Potovanje v Benetke (1505–1507)
Dürer je prvi umetnik, ki je svoje grafike načrtno podpisoval s svojim monogramom. To potrdilo o avtorstvu je kmalu postalo pečat kakovosti, ki se ga je tudi posnemalo.
Leta 1505 se je dokazano odpravil na pot v Benetke, kjer so tedaj delovali največji renesančni slikarji beneške šole Tizian, Giorgione, Palma il Vecchio. Pred vsem ga je navdušil Giovanni Bellini, ki ga je v pismu slavil kot pest in gemell (najboljši med slikarji). Čeprav se je že pred tem že doma ob svoji zavzetosti, pridnosti in razgledanosti zavedal, kako pomembni za sliko sta njena pravilnost in odsev resničnosti, je tu naletel na nepričakovano moč in globino kolorita, ki sta nanj imeli trajen vpliv.
Nemški trgovci v Benetkah (katerih starešina je bil augsburški Fugger) so za cerkev sv. Bartolomeja naročili veliko sliko, Praznik rožnega venca, ki jo je kasneje cesar Rudolf II. kupil za velike denarje in jo dal štirim možem prenesti v Prago, kjer sedaj visi v Narodni galeriji - pred tem je bila v samostanu Strahov. Kaže dva angela, ki kronata Madono. Devica nudi cesarju, Kristus otrok pa papežu rožne vence, tudi sv. Dominik in angeli jih ponujajo osebam okoli sebe. Sliko so popravki občutno poškodovali, čutiti pa je jasno beneški vpliv. V Benetkah je Dürer naslikal nekaj portretov, kot na primer leta 1506 portret Burkharda iz Speyerja. Čeprav je Dürer v Benetkah naletel na veliko priznanja in mu je Beneški svet ponudil letno plačo 200 dukatov, če se preseli za stalno v mesto, se je vrnil nazaj v svoj domači kraj. Primerek leta 1505 v Benetkah izdane knjige Evklidovi elementi matematike nosi monogram Dürerja skupaj z besedilom: Dz puch sem zw veno ste vm a Dugatn kawft v 1507 jor. Albrecht Dürer ("To knjigo sem kupil leta 1607 v Benetkah za en dukat. Albrecht Dürer").

### 1507–1520
Od 1509 dalje je bil Dürer poslanec v Razširjenem svetu v Nürnbergu, tako da lahko sklepamo, da je bil odločilno vpleten v načrte v zvezi z umetniškimi projekti mesta.
Od konca leta 1486 do 1490 se je učil in delal pri Nürnberškem slikarju Michaelu Wolgemutu; obstajajo dokaz, da je Dürer bil vpleten v pripravo leta 1493 izdane Svetovne kronike Hartmanna Schedla. Poleg tega se je Dürer izobraževal s pomočjo sodobnih bakrorezov, kot so bili izdelki Martina Schongauerja. Iz tega časa izvirajo tudi Dürerjevi poizkusi, baker obdelovati s hladno iglo; tako so nastali Sveta Veronika 1510, Trpljenje Odrešenika in Sveti Hieronim pri pokori, obe 1512. Odtlej v delih Dürerja prevladujeta lesorez in bakrorez, na slike spod njegovega čopiča naletimo redkeje.
Iz leta 1512 znane slike spada slika Marije z rezino hruške. Pretežno v isto leto spada vrsta majhnih bakrorezov, med njimi tretja različica Pasijona. Dürer je tudi od svojega zavetnika cesarja Maksimilijana prejel odlok, ki je njegove lesoreze in bakroreze zaščitil pred posnemovalci. Kot izjemna dela iz leta 1512, je vredno omeniti naslednje gravure: Maria na travnatem bregu, Kristus mučenik, Sveti Hieronim v skalni soteski pred molilnikom, kot tudi Vstajenje, dalje 1513 Veronikin prt, ki ga držita dva angela (zelo podoben motiv je bil nastal leta 1516 kot jedkanica) in leta 1514 Dudaš.
Dürer je večkrat delal po naročilu cesarja Maksimilijana I. Najpozneje v letih 1510 ali 1511 je prišlo do stikov, ki jih je lahko da navezal Willibald Pirckheimer. Vsa dela so vsaj posredno imela namen častiti in slaviti cesarja – poleg Dürerja so se v tem, t. j. umetniškem smislu odlikovali Hans Burgkmair, Hans Schäufelin in Beck pa tudi Albrecht Altdorfer, Lucas Cranach in Jörg Breu.
Albertina na Dunaju hrani rokopis knjige za sabljanje (Cod. HS 26-232) iz leta 1512. Ovitek nosi napis OPUS ALBERTI DURERI (delo Albrechta Dürerja). Veliki pergamentni listi, 200 po številu, vsebujejo barvne perorisbe z rokoborskimi in sabljaškimi temami. Ni jasno, ali so risbe bile mišljene kot neodvisno delo ali kot predloga za nikoli uresničeno tiskano knjigo. Da je bil naročnik cesar Maksimilijan, pa je verjetno.
Nadaljnja dela: ilustracije za Hieroglife Horapolona v prevodu Willibalda Pirckheimerja; Triumf (slavolok Maksimilijana I. in Veliki slavnostni voz), za katerega so Dürer in sodelavca iz njegove delavnice Hans Springinklee in Volk Traut prispevali največji in najpomembnejši del za zagotavljanje (napisi so zasluga Johanna Neudörfferja); Molitvenik Maksimilijana I., morda mišljen za Red sv. Jurija.
V tem času so vzporedno nastajale njegove slavne gravure: Vitez, smrt in hudič (1513), Sveti Hieronim v svojem studiu (1514), Melanholija I. (1514), kot tudi morda prvotno za nürnberško cerkev sv. Katarine namenjen triptih Kristusovega rojstva z bratoma Paumgartner, ki ga lahko občudujemo v münchenski Pinakoteki. Dva meseca pred materino smrtjo († 1514) je nastal njen portret v oglju, prvi portret na smrt bolnega človeka. Iz leta 1515 izvirajo tudi nekatere jedkanice Dürerja. V letu 1515 je nastal lesorez Nosorog, eden najbolj znanih Dürerjevih del. 
Poleti leta 1518 je bil kot predstavnik mesta Nürnberg na Reichstagu v Augsburgu, kjer je ovekovečil Jakoba Fuggerja in druge pomembne osebnosti. V tem času se je tudi seznanil s spisi Lutra, "ki mi je pomagal iz velikih stisk".

### Potovanje na Nizozemsko (1520–1521)
12. Julija 1520 je Dürer s svojo ženo prek Bamberga, (Škofu Georgu III. izroči slikano Madono, življenje Marije, Apokalipso, in za en goldinar grafik), Frankfurta, Mainza in Kölna v Antwerpen in druga nizozemska mesta; od tam se je vrnil 15. julija naslednje leto.
Pot na Nizozemsko je bil pravi triumf, in povsod so ga slavili in povzdigovali v nebo; magistrat v Antwerpnu mu je - zaman - ponujal letno plačo 300 filipovih goldinarjev, davčno svobodo, kot dar lepo hišo in brezplačno vzdrževanje, poleg tega plačilo vseh del za javnost, samo če se odloči za stalno se preseliti v Antwerpen. Knezi, tuji veleposlaniki, umetniki, učenjaki, med njimi Erasmus Rotterdamski, so ga častili in sprejeli v svojo sredo. 
20. oktobra 1520 je Dürer pripotoval v Aachen na kronanje Karla V. Novo izvoljeni cesar je 12. novembra Dürerju potrdil prej podeljene pravice in z njimi povezano dosmrtno rento (to je bil dejanski namen potovanja) in svojo izrecno naklonjenost. Velikega pomena za umetnika je tudi bilo, da je spoznal zaklade nizozemske umetnosti in srečal z izjemnimi umetniki iz teh krajev. Dnevnik s tega potovanja je del Pisne zapuščine, ki jo je objavil Rupprich. Tudi številni portreti duhovščine, knežjih oseb, umetnikov itd. so plod njegovega potovanja na Nizozemsko. 2. julija 1521 se je odpravil nazaj.
Po vrnitvi v rojstno mesto se je Dürer spet predal svoji umetniški ustvarjalnosti. V letih 1520/21 je vodil zdaj izgubljeno dekoracijo Nürnberške mestne hiše, ki so poznamo na osnovi skic iz leta 1530, ki so na Dunaju v Albertina. Program za fasadne poslikave je Pirckheimerjevo delo.
Iz leta 1526 so štirje apostoli, dve monumentalni sliki, ki spadata med Dürerjeva najbolj pomembna dela.
Dürer ju je prvotno daroval Nürnbergu, bile so razstavljene v mestni hiši. Iz leta 1526 je tudi oljni portret Hieronima Holzschuherja, ki jo mnogi imajo za najboljšo med slikami izpod Dürerjevega čopiča, in pa portret Jakoba Muffela (prav tako v Berlinu). Še posebej omembe vreden – ne nazadnje tudi zaradi nenavadne postavitve - je portret Johanna Kleebergerja, ki ga lahko vidimo v Umetnostnozgodovinskem muzeju na Dunaju. Pri sliki iz leta 1526 naj bi šlo za poslednje delo, ki ga je Albrecht Dürer naslikal.
Zadnja leta se je Dürer vse bolj posvečal umetnostni teoriji; pri tem prihaja do dognanj, ki se od spoznanj Italijanov razlikujejo.

### Bolezen in smrt
Dürer je izčrpan ("izsušen") od bolezni umrl 6. Aprila 1528, tik pred svojim sedeminpetdesetim rojstnim dnevom. Večkrat je bilo predlagano, da je Dürer po obisku na Nizozemskem (in zlasti po dneh na otoku Schouwen v provinci Zeeland) konec 1520 oboleval za malarijo, ki je prvič izbruhnila aprila 1521 v Antwerpnu, z jasnimi, z visoko vročino povezanimi znaki. Na skici brez datuma skica v pismu svojemu zdravniku kaže na svojo vranico in piše: "Do der gelb fleck ist und mit dem finger drawff dewt do ist mir we" ("Tam kjer je rumena pega, na katero kažem s prstom, me boli."). Gre lahko za simptom malarije, za tako imenovano splenomegaljo, vendar pa je risba nastala že pred postankom na Nizozemskem. Tako vremenski pogoji med njegovim povratkom pozimi kot tudi zgodovina njegove bolezni (Dürer je že od leta 1507 dalje znova in znova, imel vročice) ter razvoj po 1520 se ne skladajo s tipično sliko okužbe s Plasmodium vivax.
Vse do svoje smrti je bil delaven, proti koncu je pripravljal za tisk teoretično delo teoriji proporcev.
Pokopali so ga nedaleč od groba njegovega prijatelja, Willibalda Pirckheimerja so na nürnberškem pokopališču sv. Janeza (Sv. Janez I / 1414). Dürerjevi zemeljski preostanki so dolgo časa počivali pod preprosto kovinsko ploščo, ki jo je njegov tast Frey dal narediti zase in za svojo družino,, dokler leta 1681 Joachim von Sandrart ni razpadajočega groba obnovil (Sv. Janez I / 0649). Napis v latinščini je napisal Pirkheimer in se glasi: »Kar je bilo na Albrechtu Dürerju umrljivega, počiva v tem grobu.«

## Dürer kot matematik
V zgodovini matematike predstavlja renesansa obdobje, v katerem so za napredek matematike bili zaslužni predvsem praktiki, ko so bili inženir Simon Stevin, urar Jost Bürgi, odvetnik François Viète, kartograf Gerhard Mercator ali umetnik Piero della Francesca.
"Najbolj matematična glava" med umetniki tistega časa pa je bil Albrecht Dürer. Tako je leta 1507 kupil izvod prve izdaje Euklidovega dela  Elementi Evklida, ki ga je leta 1505 Zamberti prevedel v latinščino in ga – prvič v zgodovini – izdal v knjižni obliki. Po naročilu cesarja Maksimilijan I. je Dürer leta 1515 sodeloval z dvornim astronomom Johannesom Stöbererjem pri izdelavi zemljevida zemeljske poloble ("Stabius-Dürerjev zemljevid"). Njegov bakrorez Melencolia I vsebuje kar nekaj matematičnih namigov: po eni strani gre v sliki za magičen kvadrat, katerega vrstice, stolpci, diagonale, številke v 4 kvadrantih, štiri številke v sredini in štiri v kotu dajo vedno isto vsoto 34 – v poljih na levi in na desni številki 4 in 1 namigujeta na Dürerjev monogram (4 ustreza črki D, 1 pa A).
S stališča zgodovine znanosti je pozornosti vredna njegova Underweysung der messung mit dem zirckel und richtscheyt in Linien ebnen unnd gantzen corporen (Navodilo za meritve s šestilom in ravnilom na premicah, ravninah in polnih telesih), ki predstavlja prvo knjigo o matematiki v nemščini in ki vsebuje pomembna nova dognanja. „Messung“ v naslovu se naslanja na "Messkunst", tedaj običajni prevod grške Geometrije; dandanes je izraz razumeti kot „Konstrukcija“. V Underweysung definira Dürer posebne krivulje, tako prvič školjko in Pascalovega polža, za elipso odkrije novo možnost konstrukcije, elipso, parabolo in hiperbolo razume kot stožnice (tako da ga imamo lahko za predhodnika Gasparda Mongea), predstavi novo in zelo natančno metodo za tretjinjenje kota in grafično predstavi funkcijo tangens.
Dürer postopa pri tem deduktivno in sistematično, ves čas se zaveda temeljne razlike med eksaktnimi rešitvami (imenuje jih„demonstrative“) in približki („mechanice“), kar ga razlikuje od večine matematikov njegovega časa.

## Najpomembnejša dela
Dürerja je vse življenje spremljala grafika, v tej tehniki je dosegel vrh. Imel jo je za samostojno panogo, ki je razvila svoje tehnike in materiale (predvsem lesorez in bakrorez). Tudi sicer je pomembno širila njegovo umetnost. Marijino življenje (1502) in Veliki pasijon (oba v lesu) in Mali pasijon (v bakru) in Apokalipsa so študirali umetniki širom po Evropi.
Dürer je bil vsestranski umetnik, uporabljal je različne tehnike in materiale in se zavzemal za napredek. Posebej se je posvečal portretu, posebej moških. Najprej je začel z grafično natančnostjo, kasneje je že iskal izraz človeške duše. Vse te spremembe so bile posledica obiskov v Italiji, kjer je spoznal tudi Tiziana. Poznan je portret Oswolta Krela, ki odseva hudobijo in živčnost na vedri pokrajini v ozadju. Kot so bili portreti iz zgodnjega obdobja natančni, so v zrelejših letih postali preprostejši. Poskušal je ujeti podobnost s portretirancem, dodal pa tudi značilnosti okolja tako v potezah kot barvi.
Dürer je posebej študiral moški in ženski akt (Adam in Eva, 1504), vedno pa je imel pred očmi tudi naravo. Risbe živali in rastlin ter krajino lahko tekmujejo z deli Da Vincija iz tistega obdobja. Zanimanje za živali je slikarja spremljalo celo življenje. Za posebne primere je uporabil akvarelno tehniko, kar je dalo risbam posebno mehkobo.
Kot uspešen slikar in grafik, si je Dürer občasno privoščil tudi zelo posebne sloge. Lotil se je okrasne miniature za knjige, risal in snoval je vodnjake, spomenike, lestence ter seveda izdelke iz zlata. Narisal je tudi okvirje za nekatere svoje oltarne podobe.
Ne glede na umetnikovo vsestranskost, pa se je Dürerju en motiv vlekel skozi celotno poklicno življenje: Marija z detetom. Izdelal je na ducate slik, risb ali tiskov Marij, iz česar je mogoče razbrati tudi razvoj slogov. Je pa veljala stalnica: globoka človečnost in ganljiva psiha Matere in Otroka, pri Mariji pa tudi ženskost, tako materinska kot božja.
Dürer je izdelal okoli 350 lesorezov, več kot 100 bakrorezov, suhih igel in radirank in več kot 1000 risb in akvarelov. Delal je predvsem s srebrnim svinčnikom, čopičem, tušem, peresom in ogljem.

### Slike (izbor)
Med njegova najpomembnejša dela štejemo nekaj njegovih avtoportretov, ki jih je ustvaril leta 1493, 1498 in 1500, poleg tega pa še:
- Päumgartnerjev oltar, München (1503)
- Poklon treh kraljev, Uffizi (Benetke) (1504)
- Praznik rožnega venca, Praga (1506)
- Slika vseh svetnikov, Dunaj (1511)
- Štirje apostoli, München (1526)
- Portret Jakoba Mufflerja, Berlin (1526)
- Portret Hieronymusa Holzschuherja, Berlin (1526)

### Lesorezi (izbor)
- Apokalipsa (1498)
- Mali pasijon (ok. 1510)
- Veliki pasijon (ok. 1511)
- Marijino življenje (ok. 1511)
- častna vrata in molitvenik za cesarja Maksimilijana

### Bakrorezi (izbor)
- Adam in Eva (1504)
- pasijon v bakrorezih (med letoma 1508 - 1512)

### Mojstrska dela (izbor)
Tako lesorez kot bakrorez, Dürer je revolucionarno izpopolnil tehniko graviranja:
- Vitez, smrt in hudič
- Sveti Hieronim v svojem studiu
- Melanholija I.

### Jedkanice (Radiranke) (izbor)
- Kristus na Oljski gori (1515)

## Spomeniki
Dürerju v čast je bilo postavljeno kar nekaj spomenikov:.
- Vodnjak (1821) na Maxplatz v Nürnbergu v čast Dürerju in Pirckheimerju, po načrtih Charlesa Alexandra Heideloffa v klasičnem slogu
- Kip v bronu (1840) na Albrecht-Dürer-Platz v Nürnbergu po modelu Christiana Daniela Raucha, izdelal Jacob Daniel Burgschmiet
- Kip v bronu (1840) v Staatliche Kunsthalle Karlsruhe, ki ga je zasnoval Christian Lotsch
- Spominska plošča na Hochzeitshaus (1845) v Bambergu, kjer se je Dürer ustavil na svoji poti na Nizozemsko
- Kip (1853) na Sempergalerie (Zwingerhofseite) v Dresdnu, ki ga je zasnoval Ernst Rietschel
- Doprsni marmorni kip (1855), v Neues Museum v Berlinu, ki jo je zasnoval Christian Daniel Rauch
- Kip (1855) v Künstlerhaus v Hannovru, ki ga je zasnoval Carl Dopmeyer
- Kip v bronu (1880) v veži muzeja lepih umetnosti v Wroclawu, danes v Narodnem muzeju v Wroclawu, ki ga je zasnoval Robert Härtel
- Kip (1882) v Kunsthistorisches Museum na Dunaju, ki ga je zasnoval Anton Schmid Gruber
- Bronasti doprsni kip (1963), Szent Miklós Park Gyula (Madžarska), ki ga je zasnoval András Kocsis

Poleg tega obstaja več spomenikov, ki so povezani z deli, ki jih ustvaril Dürer.
- Kip Karla Velikega v Frankfurtu. Za ta kip je bila uporabljena kot predloga Dürerjeva slika Karla Velikega (1513).
- Dürerstein blizu Klausna (Chiusa), po Dürerjevi risbi iz 1494. Risba je bila uporabljena kot predloga za ozadje na bakrorezu Nemesis (Das große Glück) (okoli 1501).
- Bronast kip trauretten Bauren (2002) v Landau-Nussdorf. Spomin na kmečko vojno leta 1525, ki ga je zasnoval Peter Brauchle. Motiv je zasnovan na risbi Die Bauernsäule (okoli 1528) Albrechta Dürerja.

Nekatere slike Albrechta Dürerja so bile preslikane na bankovce nemških mark.
Po njem so poimenovane: visoka šola v rojstnem mestu Nürnbergu in Berlinu, osnovna šola v Aueju (Saška), srednja šola v Hassfurtu, Višja strokovna šola v Düsseldorfu, šola v Weiterstadtu, osnovna šola in šola za slepe v Mannheimu ter posebna šola v Hannovru. Mesto Nürnberg podeljuje tudi nagrado Albrechta Dürerja slikarjem in grafikom.